# 貝茨敦 (伊利諾伊州)
貝茨敦（英語：Batestown）是位於美國伊利諾伊州弗米利恩縣的一個非建制地區。該地的面積和人口皆未知。

## 地理
貝茨敦的座標為40°07′12″N 87°41′47″W / 40.12000°N 87.69639°W，而該地的平均海拔高度為198米（即650英尺）。